# 使徒XX
使徒XX（しとダブルエックス）とは、『新世紀エヴァンゲリオン』に登場する「使徒」を萌え擬人化した、ウェーブのフィギュアシリーズである。デザインは吉崎観音が担当した。
『エヴァンゲリオン』放映開始10周年を記念し、2005年より販売が開始された。本来は不気味で異様な雰囲気を持つ使徒を、綾波レイをベースとした美少女風の外見にリデザインしたものである。なお、外見についてはタブリス－XXのみ統一規格から外れているが、これはタブリス－XXがタブリスのDNA単体による性変換体であるからであり、レイをベースにしているわけではないからである。「使徒XX」、「続使徒XX」、3頭身にデフォルメした「使徒XX:nano!」（しとタブルエックスナノ）が発売されている。

## コンセプト
2015年、NERV（ネルフ）が汎用人型決戦兵器エヴァンゲリオンの他にも極秘に開発を進めていた計画という設定である。回収した使徒のDNAと「XX」（重要機密コード：XXシリーズの外観からはレイと推定される）のDNAを融合させた試作兵器で、エヴァンゲリオン同様に使徒の迎撃・殲滅を目的として開発された。人間による操作および調整を可能とする。
パッケージにはバイオハザードのマークや「【取扱注意】補完用サンプル」の文字が大きくあしらわれるなど、危険な実験用サンプルのようなデザインがなされている。

## シリーズ

### 使徒XX
- A-03 サキエル－XX
- A-14 ゼルエル－XX
- A-16 アルミサエル－XX（少年エース購入者対象、完全受注生産）
- A-17 タブリス－XX
- A-02 リリス≒XX
- CODE-BE

### 続使徒XX
- A-15 アラエル－XX
- A-10 サハクィエル－XX
- A-04 シャムシエル－XX

### 使徒XX:nano!
- サキエル－XXnano!
- ゼルエル－XXnano!
- リリス≒XXnano!
- タブリス－XXnano!
- レリエル－XXnano!
- CODE：BE－XXnano!